# Piotr Charzewski
Piotr Charzewski  herbu Szreniawa – podkomorzy nowogrodzkosiewierski w latach 1662–1673, podsędek nowogrodzkosiewierski w latach 1647–1662.
W 1648 roku był elektorem Jana II Kazimierza Wazy z województwa czernihowskiego i powiatu nowogrodzkosiewierskiego. Poseł sejmiku włodzimierskiego województwa kijowskiego na sejm nadzwyczajny 1654 roku, poseł sejmiku włodzimierskiego województwa czernihowskiego na sejm 1662, 1666 (I) i 1667 roku, na sejm nadzwyczajny 1670 roku.